# Saint-Sauveur-de-Pierrepont
Saint-Sauveur-de-Pierrepont é uma comuna francesa na região administrativa da Normandia, no departamento Mancha. Estende-se por uma área de 8,07 km². Em 2010 a comuna tinha 126 habitantes (densidade: 15,6 hab./km²).